# Rhipidia (Rhipidia) lais
Rhipidia (Rhipidia) lais is een tweevleugelige uit de familie steltmuggen (Limoniidae). De soort komt voor in het Neotropisch gebied.